# Luis Hernández Rodríguez
Luis Hernández Rodríguez (Madrid, 14 de abril de 1989) é um futebolista espanhol que joga como zagueiro do clube Cádiz.

## Carreira

### Início de carreira
Nascido em Madri, o jogador teve sua formação no Real Madrid, estreando pelos seniores nos times C e B. Em Agosto de 2011, esperava-se que se juntasse ao clube belga Gent, porém não se confirmou.
Em janeiro de 2012, foi testado no time B do Getafe, só que acabou assinando por 18 meses com o Sporting de Gijón, foi atribuído ao time reserva na Segunda División B. Em 2 de setembro estreou profissionalmente, jogando os 90 minutos no empate em 0-0 com o Racing de Santander pela segunda divisão espanhola.

### Sporting Gijón

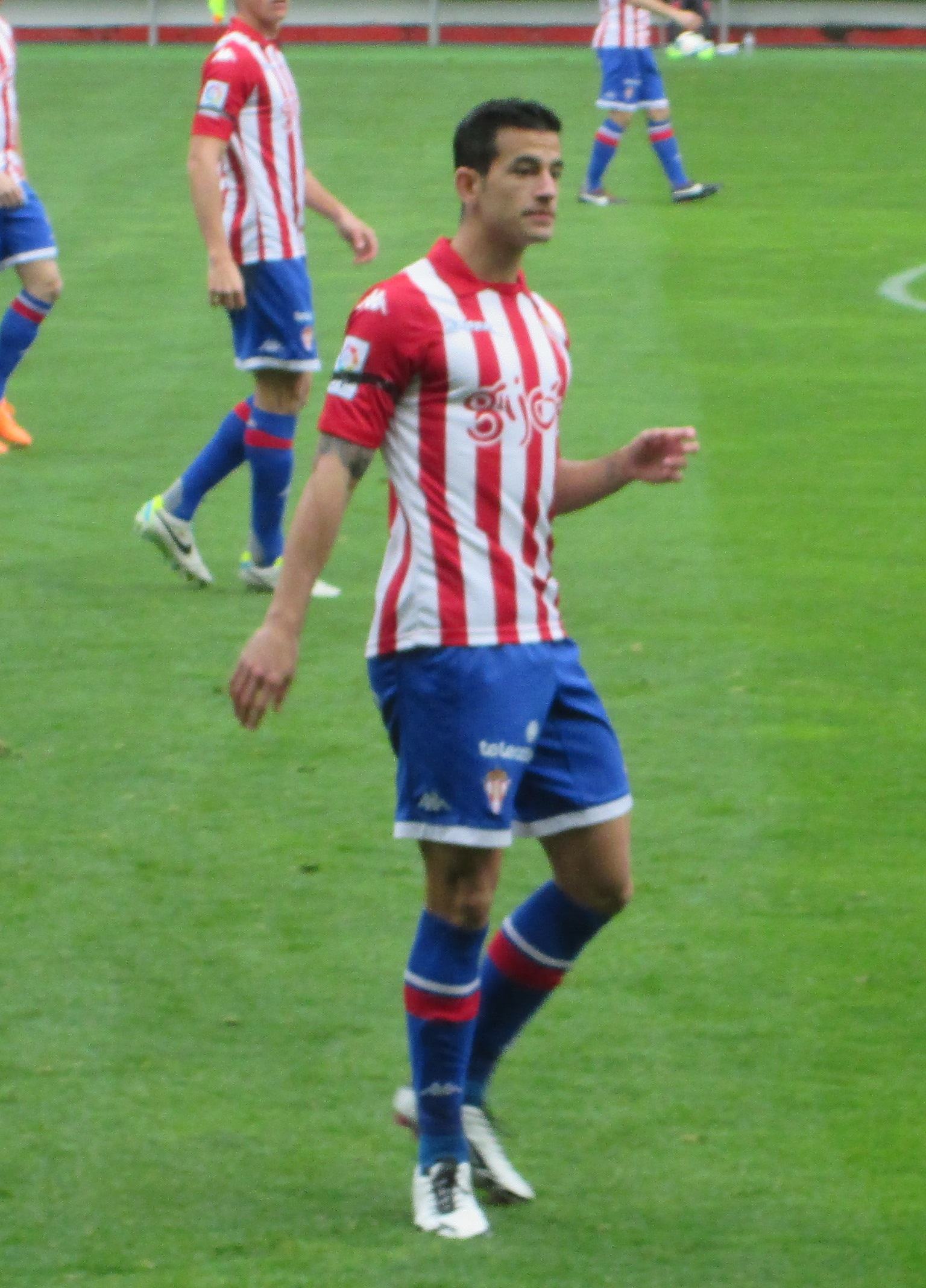
Hernández jogando pelo Sporting Gijón em 2014

Em 30 de janeiro de 2013, foi promovido ao time principal das Astúrias com Borja Lopez. Terminou a temporada sem ter um concorrente direto pela vaga, com 21 jogos (1660 minutos em ação).
Hernandéz foi uma figura presente nas campanhas seguintes, com 38 jogos em 2013/14 e 41 em 2014/15. Marcou seu 1º gol em 24 de novembro de 2013 na vitória contra o CD Lugo por 3-1.
Debutou pela La Liga em 23 de agosto de 2015, com um empate em casa contra o Real Madrid.

### Leicester City

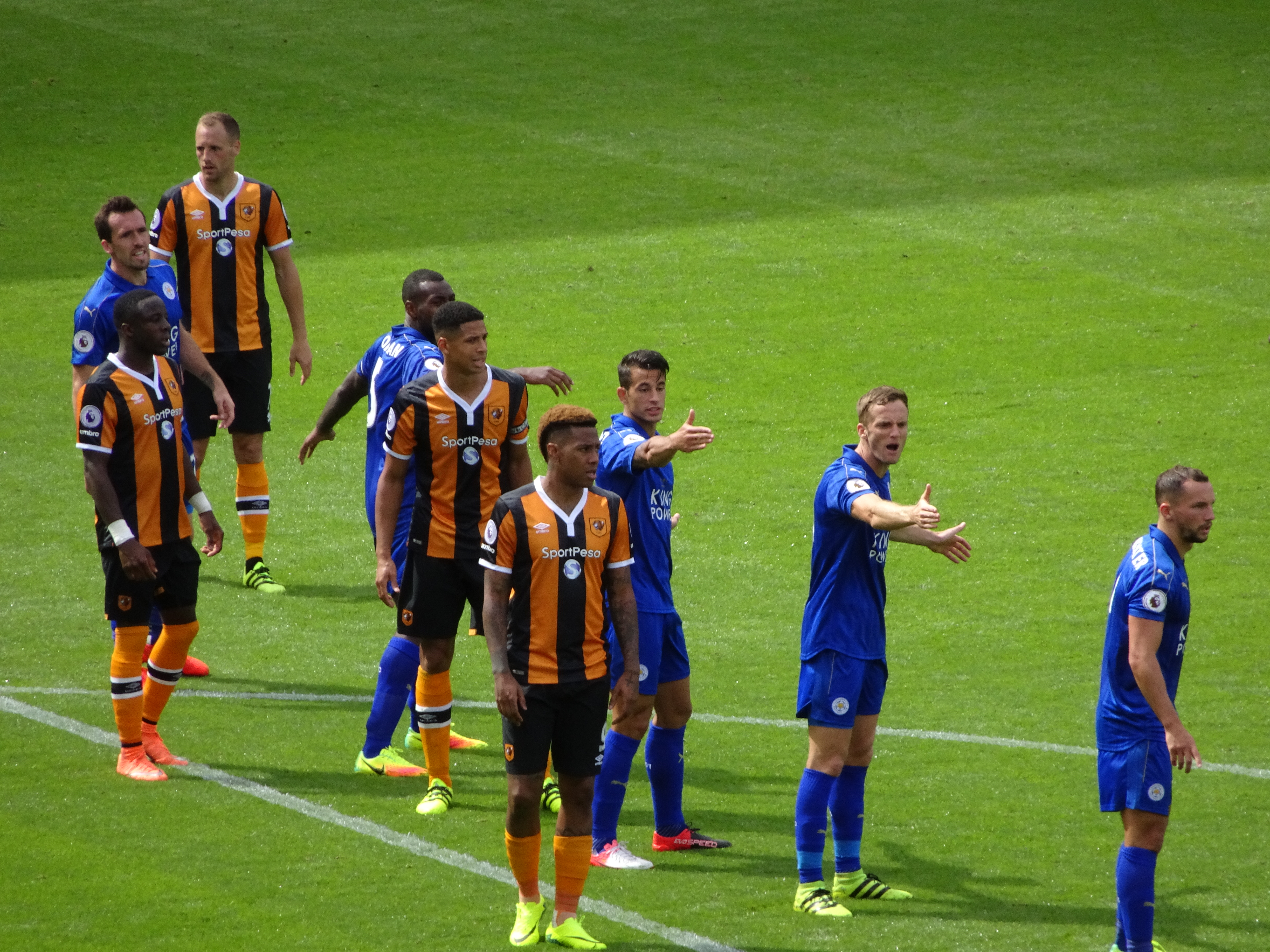
Hernández (centro) em um jogo da liga contra o Hull City no KCOM Stadium em agosto de 2016

Assinou um contrato de quatro anos com os campeões da Premier League em 21 de Junho de 2016. Foi descrito por Ranieri, como sendo um defensor com aptidão para ler o jogo e que sua consistência defensiva faria a zaga mais sólida.
Perguntado durante a pré-temporada como vinha sendo o reconhecimento dos jogadores e da equipe por trás do clube, ele elogiou que é importante entender o espírito do grupo e mal pode esperar para estrear no King Power Stadium diante seus torcedores.

### Málaga CF
Após 6 meses no clube inglês, Luis Hernández transferiu-se permanentemente em 24 de janeiro de 2017 para o clube espanhol Málaga CF, o valor da transição não foi revelado. Marcou seu primeiro gol pelo clube no dia 14 de maio, no empate em 2-2 contra a Real Sociedad.

### Atualmente
Após uma passagem pelo Maccabi Tel Aviv de outubro de 2020 a 31 de janeiro de 22, o jogador volta pra Espanha e escolhe o Cádiz.